# Expédition 7e continent
 (mars 2025).
Ne pas confondre avec le « 7e continent » (zone de déchets marins.)
Les expéditions « 7e continent » sont destinées à explorer les cinq gyres et à étudier la présence du plastique (objets flottants, particules) dans les océans. Lancées par le navigateur et chef de mission Patrick Deixonne, et soutenues par plusieurs organisations, dont le Centre national d'études spatiales (CNES) et l'Agence spatiale européenne (ESA), leur dimension est à la fois informative et scientifique.
L’expédition 7e continent Pacifique nord 2013 est la première mission d'exploration française du vortex de déchets du Pacifique nord (appelé aussi le « 7e continent »). Elle est organisée par l'association Expédition 7e Continent fondée et dirigée par Patrick Deixonne. Elle a eu lieu en juin 2013.
L’expédition 7e continent Atlantique nord 2014, plus importante en termes d'effectif et de moyens, s'est déroulée en mai 2014, pour une mission en mer de trois semaines.
Une expédition s'est déroulée du 15 mai 2015 au 18 juin 2015 en Atlantique nord à bord du Guyavoile (un catamaran de 18 mètres).
En 2016, l'expédition prendra la mer à bord du Marama pour explorer le Golfe de Gascogne.
À l'automne 2019, l'expédition prendra la mer à bord de son propre bateau, le 7e continent, goélette de 35 m, pour un mois d'études et de prélèvements dans le gyre de l'Atlantique sud.

## Exploration du vortex du Pacifique nord (juin2013)
En 2009, au cours d'une traversée en solitaire de l'océan Atlantique à la rame (course transatlantique Rames Guyane 2009, de Saint-Louis, Sénégal, à Cayenne, Guyane), Patrick Deixonne constate la présence de nombreux déchets flottants, ce qui l'interroge et l'incite à lancer une mission pour mieux connaître les courants marins.
L'« expédition 7e continent » (nommée ainsi par Patrick Deixonne, le fondateur et président de OSL, pour « marquer les esprits ») est prévue en mai 2012, entre la Californie et Hawaï, avec l’Élan, une goélette à deux-mâts de 1938, mais est annulée en raison d'avaries.

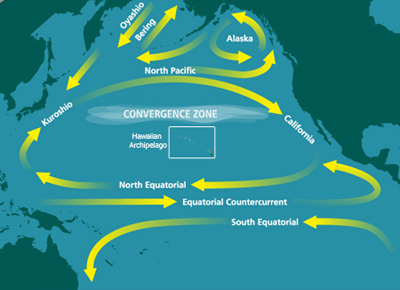
Carte des principaux courants marins impliqués dans le gyre subtropical du Pacifique nord.

Les organismes scientifiques Mercator Océan, LEGOS, CLS, IRD et NOAA, ainsi que des lycéens et des étudiants, s'associent à ce programme. Notamment, des élèves ingénieurs de l'ICAM à Toulouse ont conçu une bouée expérimentale nommée Gyroplastic, équipée de capteurs, et mettent au point un capteur spécifique d'une bouée dérivante, capable de différencier le microplastique du plancton.
Patrick Deixonne est membre de la Société des explorateurs français. L'équipage de l'expédition comprend le capitaine américain Les George, Patrick Deixonne (le chef de mission) et deux membres du CNES : Claire Pusineri, coordonnatrice scientifique et biologiste marine, et Soizic Lardeux, chargée des prises de vue photo et vidéo. À bord d’Obsession, un voilier de croisière de haute mer de 39 pieds (~12 mètres), l'équipage prend le large depuis Oceanside (au sud de la Californie) le 21 mai 2013, en direction du Pacifique nord, vers une zone où se concentre une partie des déchets plastiques flottants issus de l'activité humaine : le vortex de déchets du Pacifique nord. À cause d'une mer agitée, les mesures ne commencent que le 26 mai. Cinq bouées dérivantes équipées de capteurs sont déployées et des satellites d'observation du CNES, qui réalisent des images radar, sont utilisés pour cartographier et suivre ce gyre nord-pacifique. Des poissons sont péchés pour faire une mesure de polluants organiques, tels les polychlorobiphényles (PCB) et les hydrocarbures aromatiques polycycliques (HAP), dans la chair ; pour cela, un nouveau type de capteur de polluants est utilisé,,. L'équipage atteint le centre de la zone Est de plus forte concentration de déchets, à environ un millier de milles nautiques de la côte américaine.
L'équipage rejoint Oceanside, le port d'attache, le 6 juin 2013.
Les échantillons prélevés (particules de plastique…) sont confiés à plusieurs laboratoires d'analyse partenaires (CNES, LEGOS, Mercator Océan, etc.).
Depuis 1997, date de la découverte de cette zone de déchets, plusieurs expéditions étrangères d'études, telles Algalita, Project Kaisei ou Tara, ont été lancées.

## Exploration du vortex de l'Atlantique nord (mai 2014)
L'expédition 7e continent Atlantique nord 2014, comprenant des chimistes et des biologistes du CNRS parmi les neuf membres, part, depuis le port du Marin (Martinique), dans l'Atlantique nord à bord du Guyavoile afin d'étudier le système et de localiser, avec l'appui du CNES/ESA et Mercator Océan, les résidus plastiques de ce vortex. Début 2015, l'expédition 7e continent met en ligne le reportage réalisé par Vinci Sato, intitulé Expédition 7e continent - Atlantique nord - mai 2014, retraçant notamment le périple de Patrick Deixonne et son équipe,.

## Exploration en Méditerranée
La goélette 7e continent a effectué une recherche des nanoplastiques dans cette mer, entre le 20 septembre et le 15 octobre 2019.

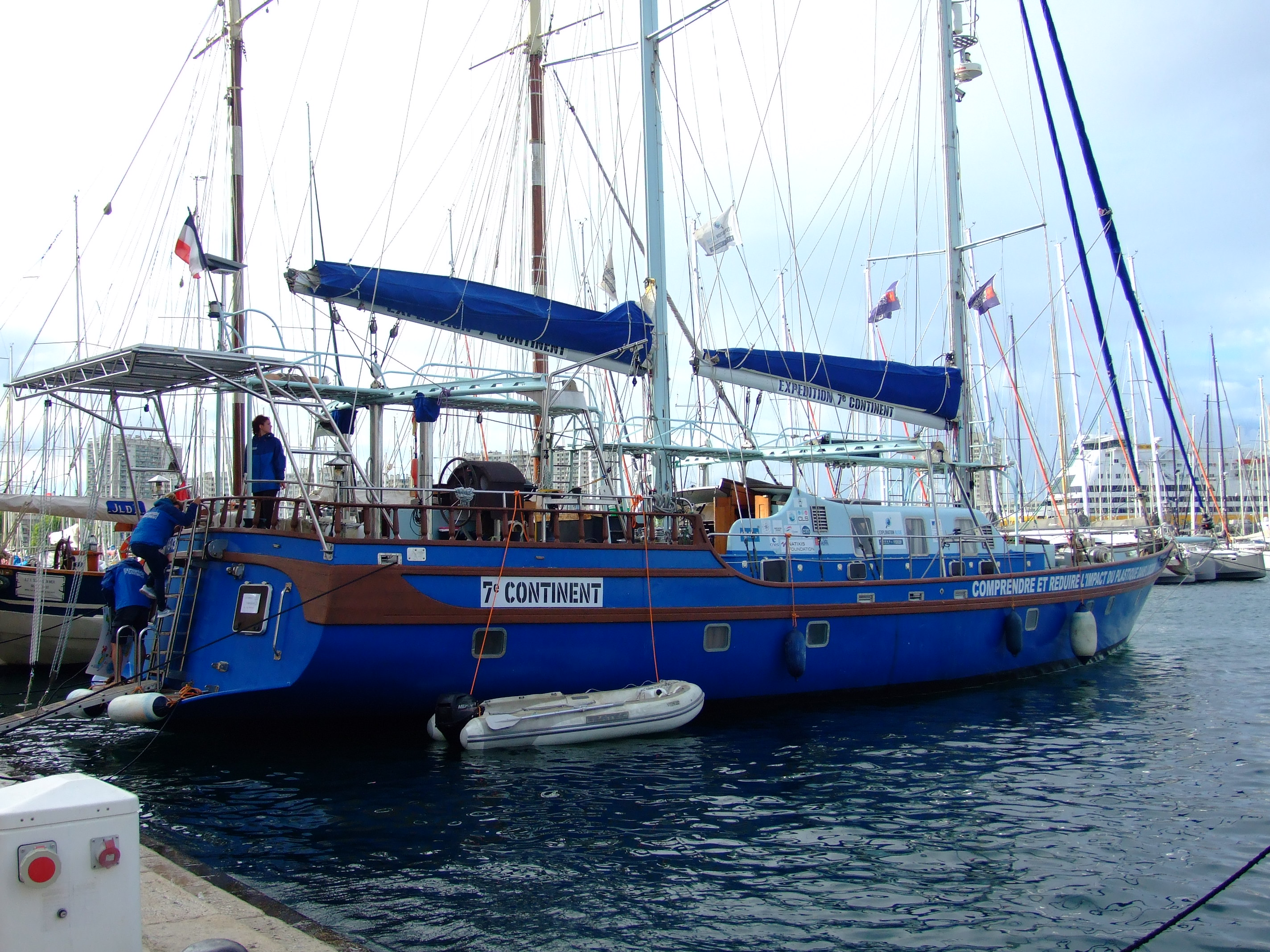
Goélette 7e continent, à Toulon en 2025.
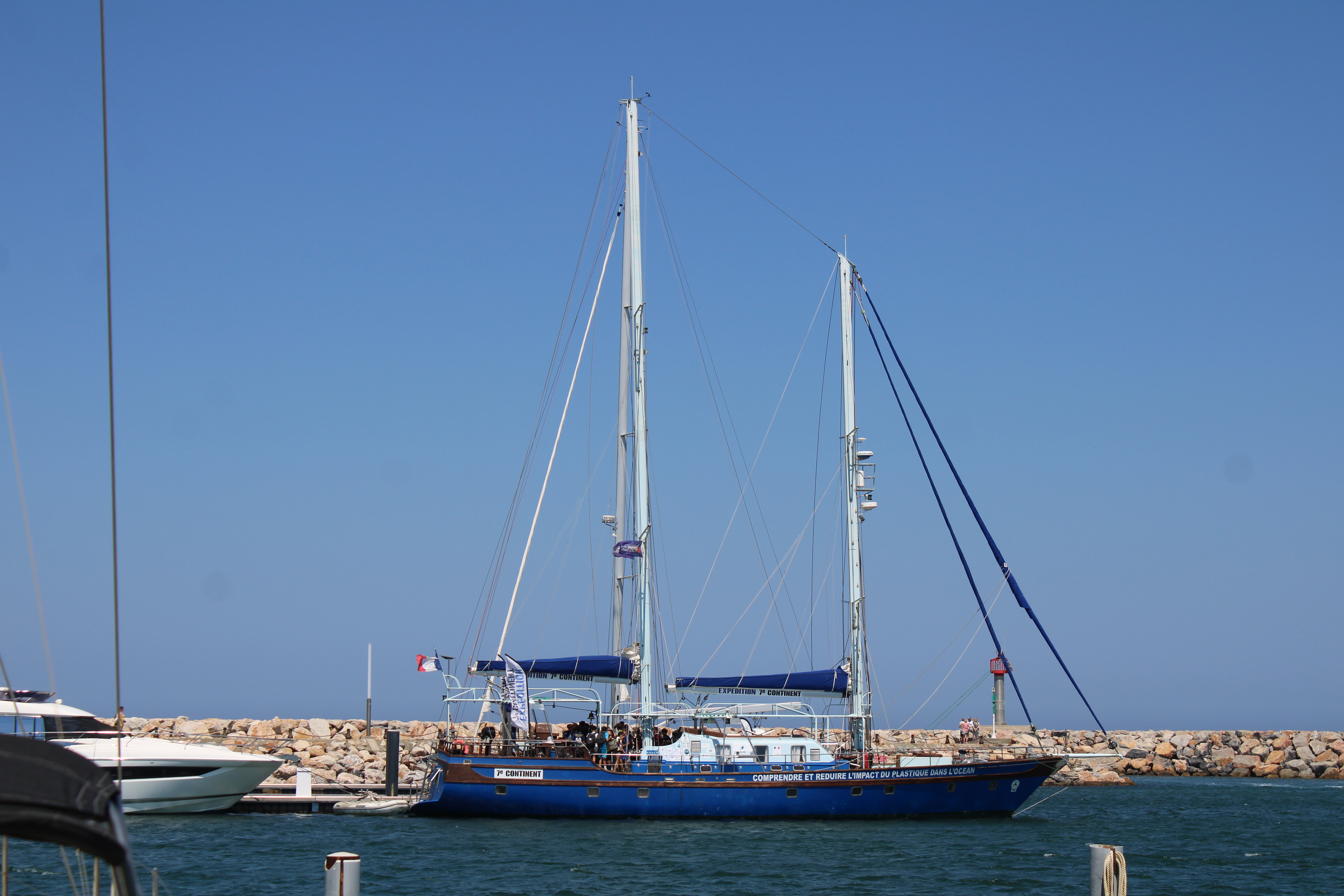
7e continent, à Saint-Cyprien en 2024.